# 제1차 영국-미얀마 전쟁
제1차 영국-미얀마 전쟁(영어: First Anglo-Burmese War)은 1824년~1826년까지 영국과 미얀마가 싸운 전쟁으로 영국이 승리해 미얀마의 아라칸, 아삼, 마니푸르, 테나세림 등을 영국령으로 병합했고 이후의 두 차례의 전쟁 끝으로 미얀마는 영국의 완전한 식민지가 되었다.

## 배경
제1차 영국-미얀마 전쟁은 미얀마 서부 아라칸과 영국령 치타공 사이의 분쟁에서 시작되었다. 1784년~1785년에 미얀마가 아라칸 왕국을 무찌르고 아라칸 피난민들은 영국령 인도로 들어갔다.
아라칸 피난민들은 벵골 지방에서 군대를 조직해 다시 미얀마 공략을 했고 아라칸 반란군은 음로하웅 왕국의 주도를 점령했다. 미얀마는 이에 대한 보복으로 벵골을 침공했다가 벵골 지역의 지배자들의 공격으로 철수했다.
1823년 미얀마군이 영국령 인도와의 국경 근처에서 일어난 반란을 진압하고 그 지역 주민들이 국경을 넘어 인도로 도망가자 인도를 침범해 영국은 곧바로 무력으로 대응했다.

## 전쟁 과정
영국 원정대는 1824년 단 한 차례의 전투도 없이 양곤에 상륙했다. 그러나 삼각주 지역을 점령해 수도를 위협해 단번에 미얀마를 항복시키려던 계획은 미얀마인들의 완강한 저항에 부딪혀 좌절되었다. 1825년 영국군은 북쪽으로 진격해 아바 남쪽의 소규모 전투를 치렀는데, 그 결과로 미얀마 장군 반둘라가 전사하고 그의 군대는 궤멸되었다.
1826년 2월 얀다보 조약으로 전쟁은 종결되었다. 이 전쟁에서는 인도군도 참여해 1만 명의 사상자를 내었다.

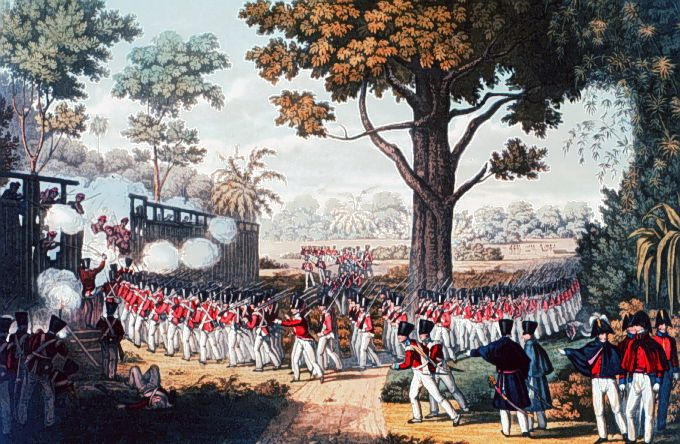
아바 전투

## 같이 보기
- 영국-미얀마 전쟁
  - 제2차 영국-미얀마 전쟁
  - 제3차 영국-미얀마 전쟁